# Ciutat metropolitana de Reggio de Calàbria
La Ciutat metropolitana de Reggio de Calàbria (en italià Città metropolitana di Reggio Calabria) és una ciutat metropolitana de la regió de la Calàbria a Itàlia. La seva capital és Reggio de Calàbria.
Limita a l'oest amb el mar Tirrè, i al sud i a l'est amb el mar Jònic. Pel nord-est contacta amb la província de Catanzaro i pel nord-oest amb la província de Vibo Valentia. L'extrem sud-este està a 3,2 km de Sicília.
Té una àrea de 3.183 km², i una població total de 554.428 Hab. (2016) Hi ha 97 municipis a la ciutat metropolitana.
El 7 d'agost de 2016 va reemplaçar a la província de Reggio de Calàbria.